# Now and Then
Now and Then este un cântec și single al formației The Beatles. Face parte alături de Free as a Bird (1995) și Real Love (1996) din seria celor trei cântece bazate pe demo-uri din anii '70 ale lui Lennon și terminate după moartea sa de ceilalți trei membri ai formației (McCartney, Harrison și Starr). Dacă Free as a Bird și Real Love au deschis albumele Anthology I și Anthology II (apărute în 1995 și 1996), Now and Then ar fi urmat să fie primul cântec al volumului III; însă lucrul la această piesă a fost abandonat din cauza calității sonore precare a demo-ului și a opoziției lui George Harrison, căruia nu îi plăcea cântecul. În 2023 McCartney și Ringo Starr au finisat înregistrarea, folosind contribuțiile din 1995 ale lui Harrison, care decedase în 2001. S-au folosit de asemenea de o tehnologie modernă dezvoltată în cadrul proiectului Get Back (2021), care le-a permis să separe vocea lui Lennon de acompaniamentul de pian din demo, care fusese înregistrat rudimentar, pe o casetă.